# نتسوو-لیپن
نتسوو-لیپن (به آلمانی: Neetzow-Liepen) یک شهر در آلمان است که در فرپومرن-گرایفسوالد واقع شده‌است. نتسوو-لیپن ۸۴۳ نفر جمعیت دارد.